# Neoblastobasis
Neoblastobasis é um gênero de traça pertencente à família Agonoxenidae.